# Williams FW16
El Williams FW16, también FW16B, fue un monoplaza de Fórmula 1 diseñado por Adrian Newey y Patrick Head para el equipo Williams. Su motor era el Renault RS6 3.5 V10  y patrocinador principal era la tabacalera Rothmans que reemplazaba a Camel y Canon de las temporadas anteriores.

## Historia
La pareja original de pilotos del equipo británico estaba compuesta por el tres veces campeón de Fórmula 1 Ayrton Senna y por Damon Hill. El piloto brasileño partía como máximo aspirante al título, pero el Williams-Renault se vio perjudicado por la nueva reglamentación, que prohibía todo tipo de ayudas electrónicas, como las que tenía su antecesor, el Williams FW15C, lo que hizo que el coche fuera muy difícil de conducir. A todo esto, el equipo Benetton Formula se mostraba en gran forma, con Michael Schumacher y su B194.
La temporada comenzaba mal para el equipo de Frank Williams. Ayrton Senna abandonaba en las dos primeras carreras, mientras que Damon Hill sólo sumaba seis puntos. Para el colmo de males, Senna fallecía en San Marino tras un aparatoso accidente, su lugar fue ocupado por el resto del torneo por el debutante David Coulthard y por el campeón del mundo de 1992 Nigel Mansell.
En España, un mes después de la muerte de Ayrton, Hill consiguió una emotiva victoria, ya que varios de los miembros del equipo no pudieron guardar sus lágrimas de dolor en el festejo del podio.
A partir de Alemania, Williams presentó la especificación "B" del chasis, que rápidamente demostró ser mejor que su antecesor. Gracias a una racha de victorias y a la exclusión de Michael Schumacher de dos Grandes Premios por maniobras antideportivas, Damon llegó a la última cita del año en Australia a un solo punto del Alemán. Todo parecía encaminarse a la obtención del título cuando Hill estaba a punto de superar a Schumacher, pero los coches colisionaron y ambos quedaron afuera, lo que significó que el título de esa temporada era para Schumacher. A pesar de eso, la escudería ganó el mundial de constructores de ese año.

## Resultados
(Clave) (negrita indica pole position) (cursiva indica vuelta rápida)

| Año     | Motor       | Neu. | N.º | Pilotos         | 1   | 2   | 3   | 4   | 5   | 6   | 7   | 8   | 9   | 10  | 11  | 12  | 13  | 14  | 15  | 16  | Puntos | Pos. |
| ------- | ----------- | ---- | --- | --------------- | --- | --- | --- | --- | --- | --- | --- | --- | --- | --- | --- | --- | --- | --- | --- | --- | ------ | ---- |
| 1994    | Renault V10 | G    |     |                 | BRA | PAC | SMR | MON | ESP | CAN | FRA | GBR | GER | HUN | BEL | ITA | POR | EUR | JPN | AUS | 118    | 1.º  |
| 1994    | Renault V10 | G    | 0   | Damon Hill      | 2   | Ret | 6   | Ret | 1   | 2   | 2   | 1   | 8   | 2   | 1   | 1   | 1   | 2   | 1   | Ret | 118    | 1.º  |
| 1994    | Renault V10 | G    | 2   | Ayrton Senna    | Ret | Ret | Ret |     |     |     |     |     |     |     |     |     |     |     |     |     | 118    | 1.º  |
| 1994    | Renault V10 | G    | 2   | David Coulthard |     |     |     |     | Ret | 5   |     | 5   | Ret | Ret | 4   | 6   | 2   |     |     |     | 118    | 1.º  |
| 1994    | Renault V10 | G    | 2   | Nigel Mansell   |     |     |     |     |     |     | Ret |     |     |     |     |     |     | Ret | 4   | 1   | 118    | 1.º  |
| Fuente: |             |      |     |                 |     |     |     |     |     |     |     |     |     |     |     |     |     |     |     |     |        |      |